# Коваленко Борис Андрійович
Борис Андрійович Ковале́нко (11 листопада 1914, Ізюм — дата смерті невідома) — український радянський художник театру і графік; член Спілки радянських художників України з 1964 року.

## Біографія
Народився 11 листопада 1914 року в місті Ізюмі (нині Харківська область, Україна). 1933 року закінчив Харківський художній технікум.
Протягом 1933—1935 років працював у декоратором Харківського єврейського театру; у 1936—1939 роках — Харківського театру опери та балету та одночасно у 1937—1939 роках художником товариства «Облхудожник». У 1942–44 роках, під час німецько-радянської війни — художник об'єднаних Дніпропетровського та Одеського театрів у Красноярську.
Протягом 1944—1946 років — знову декоратор Харківського театру опери та балету; у 1946—1955 роках — художник Харківської художньо-виробничої майстерні.
З 1955 року — у Києві. Мешкав у будинку на проспекті 40-річчя Жовтня, № 99, квартира № 12.

## Творчість
Працював у галузі оформлювального і театрально-декораційного мистецтва та промислової графіки. Серед робіт:
- оформлення експозиції павільйону Української РСР на Всесоюзній сільськогосподарській виставці у Москві (1937—1941);
- внутрішнє архітектурно-художнє оформлення експозицій, павільйонів «Машинобудування» та «Плодючість» на Виставці передового досвіду в народному господарстві УРСР (1958);
- проєкт оформлення розділу Української РСР на міжнародних ярмарках у Марселі (1959); Загребі (1961);

Займався оформленням буклетів, листівок, каталогів та інше. 
Брав участь у мистецьких виставках з 1934 року.